# Cycles Perfecta
«Cycles Perfecta» — плакат чешского художника Альфонса Мухи, выполненный по заказу производителя велосипедов. Плакат представляет собой как бы часть композиции большего размера. Он является прекрасным образцом стиля модерн, используемого Мухой в рекламных работах. Муха не изображает женщину на велосипеде в сельской местности, что соответствовало бы принципам того времени, а передаёт динамизм посредством развевающихся на ветру волос молодой женщины, склонившейся над велосипедом.